# Église Sainte-Bernadette de Dijon
L’église Sainte-Bernadette de Dijon est une église du XXe siècle, classée monument historique, située dans le quartier des Grésilles de la ville française de Dijon, dans le département de la Côte-d'Or.

## Historique
Cette église a été conçue par le Chanoine Paul Vinceneux, curé fondateur de la paroisse et consacrée le dimanche 10 mai 1964 par l'évêque de Dijon André Charles de la Brousse.

## Description

### Architecture
L'architecte était Joseph Belmont.
Elle a été bâtie de 1960 à 1964.
Elle est édifiée sur deux plans superposés (nef supérieure et nef basse).

## Protection
L'église Sainte-Bernadette est classée monument historique depuis 2011 et est labellisée Patrimoine du XXe siècle

## Galerie de photos

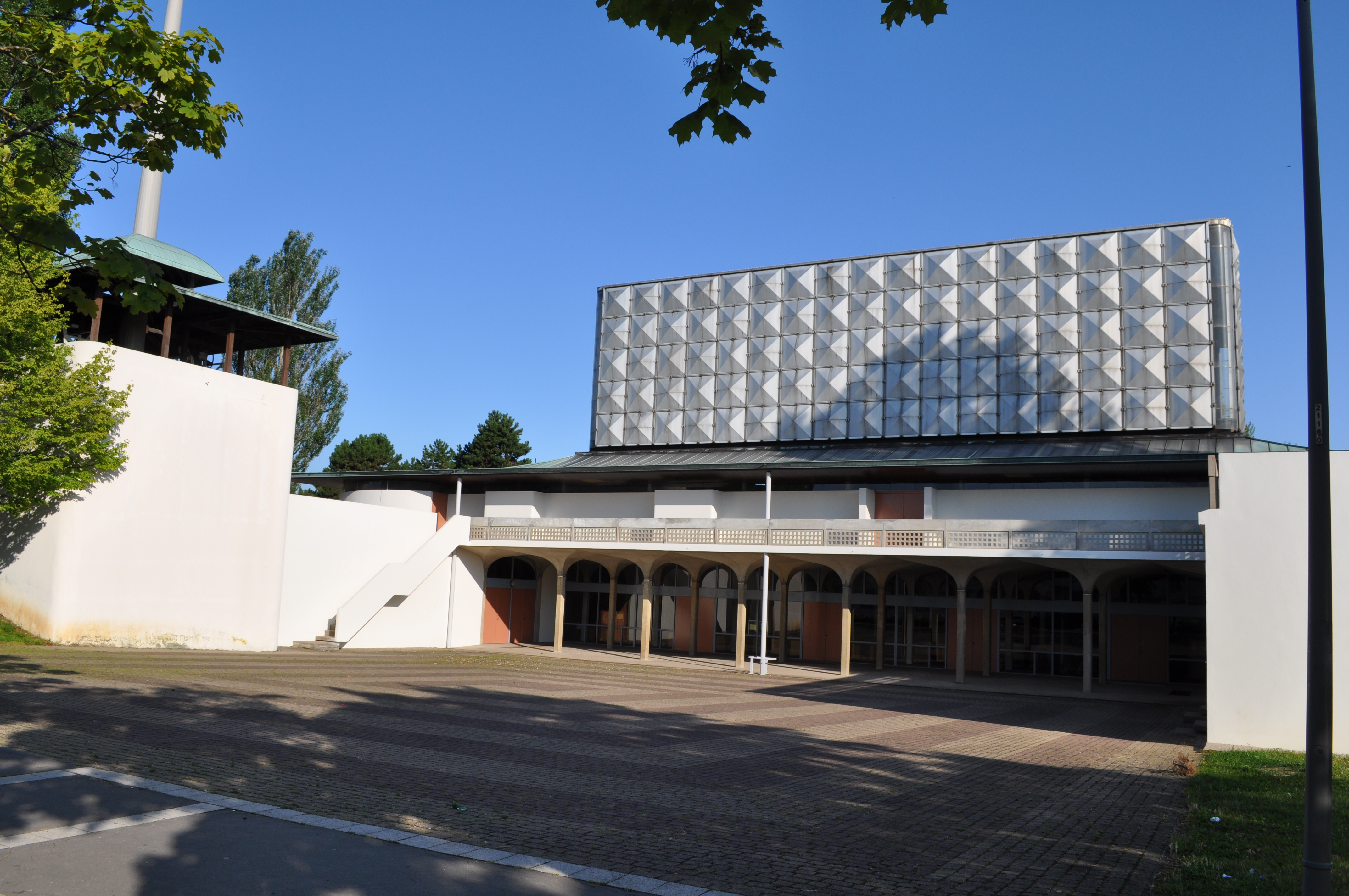
Vue extérieure
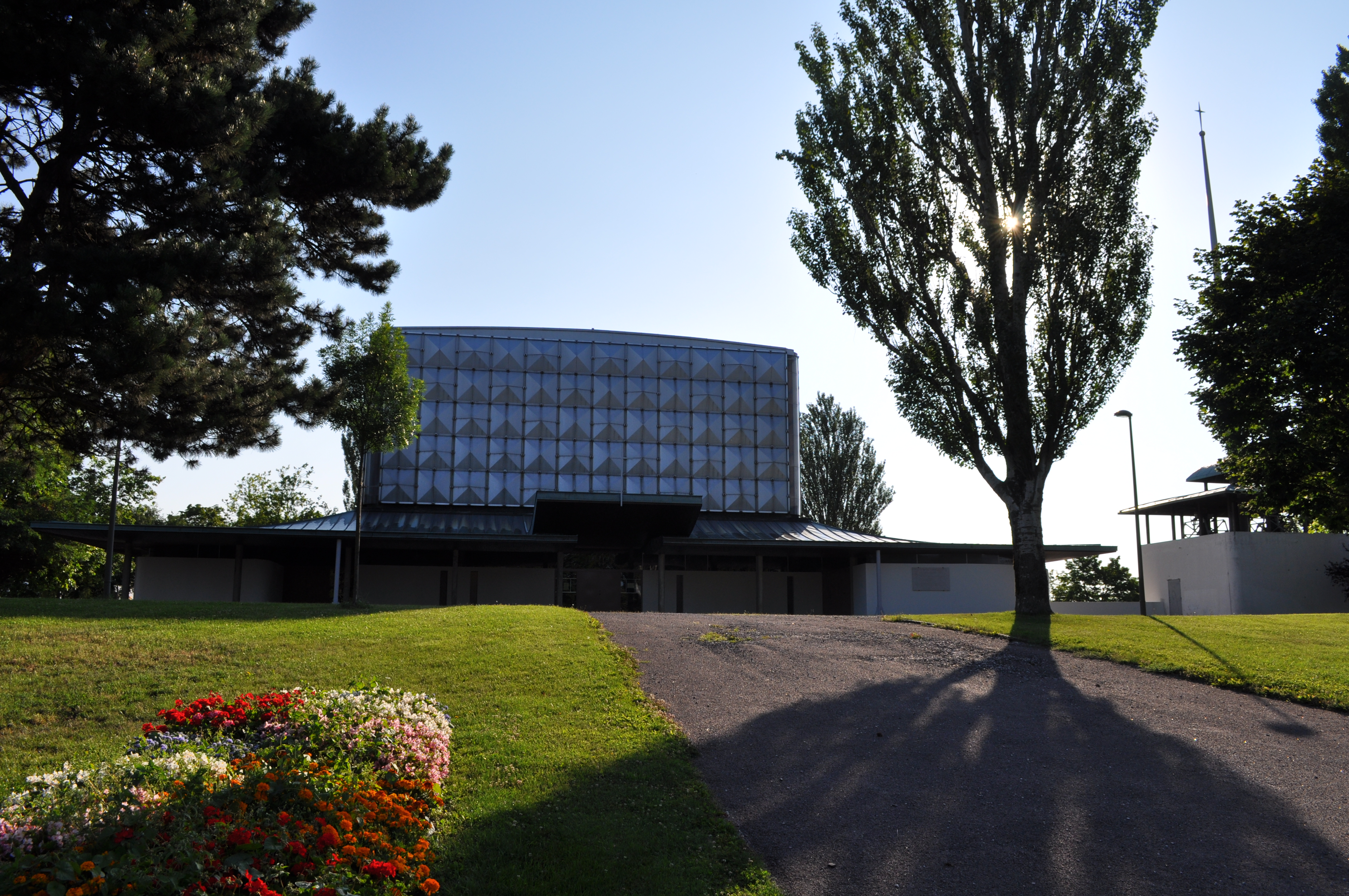
Vue extérieure
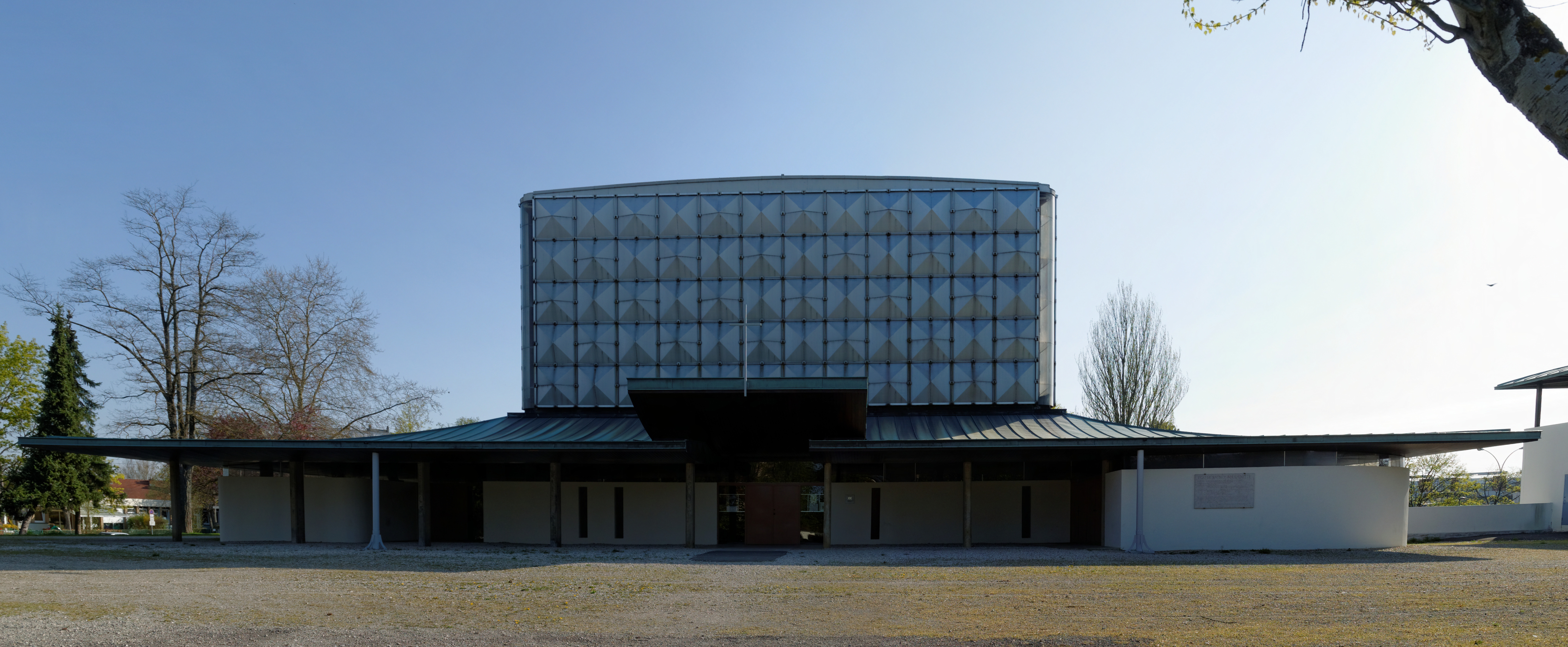
La nef supérieure
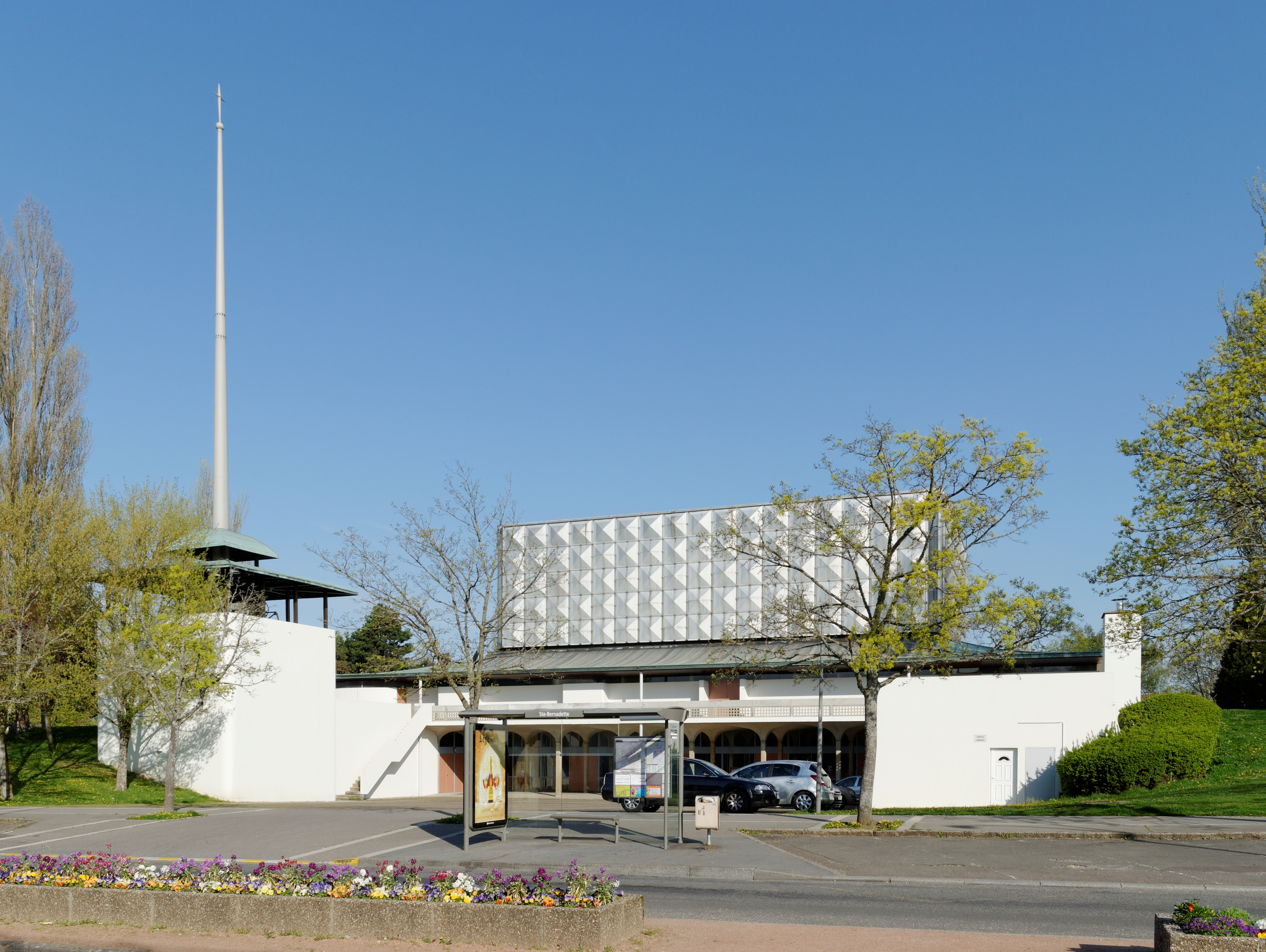
La nef basse
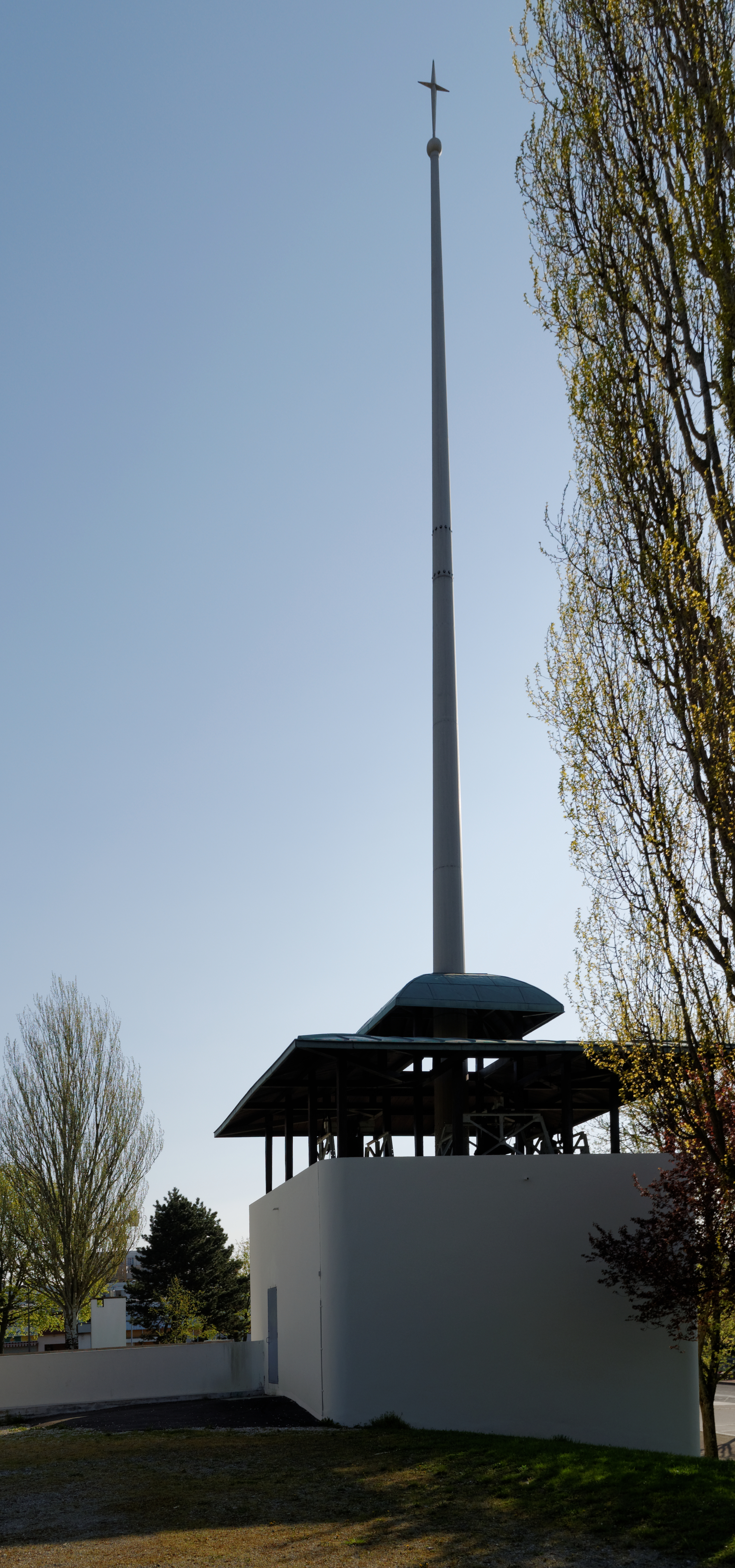
Le  clocher
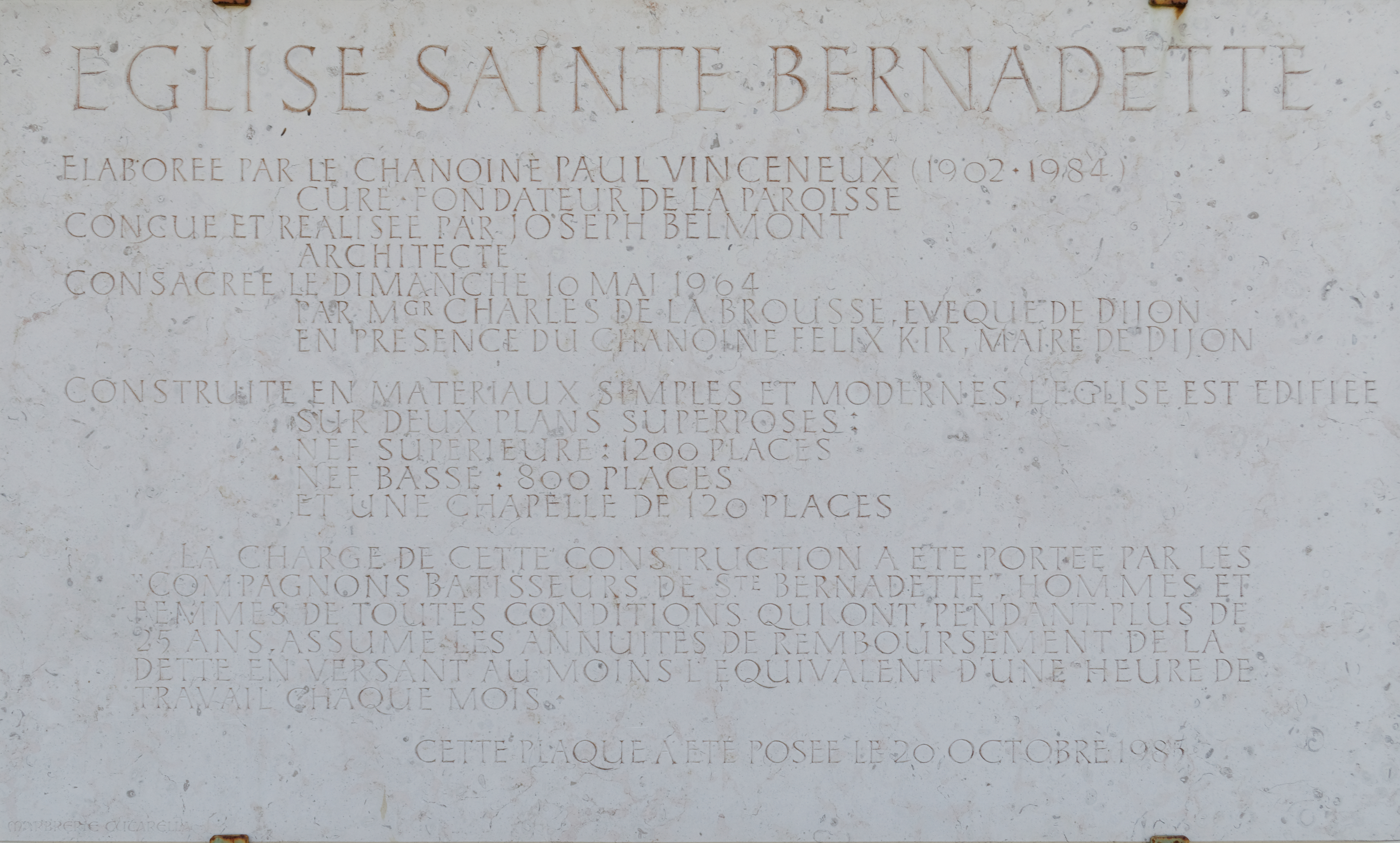
Plaque commémorative